# Seweryn Metella
Seweryn Metella (ur. 28 września 1863 w Jaryczowie Nowym, zm. 12 października 1936 w Lublińcu) – ksiądz greckokatolicki, poseł do Sejmu Krajowego Galicji X kadencji. Działacz towarzystwa "Proswita".
W roku szkolnym 1879/1880 ukończył ze stopniem pierwszym Vb klasę w C. K. IV Gimnazjum we Lwowie. Absolwent C. K. Gimnazjum w Złoczowie, gdzie złożył maturę w 1883. Wyświęcony w 1887, początkowo był wikarym i administratorem parafii w Sieniawie, Ostrowie i Lubaczowie, następnie proboszczem w Krakowcu i Lublińcu, wreszcie dziekanem cieszanowskim.

## Literatura
- Dmytro Błażejowski: Istorycznyj szematyzm Peremyskoji Eparchiji z wkluczennjam Apostolśkoji Administratury Łemkiwszczyny (1828-1939). Lwów, 1995. ISBN 5-7745-0672-X.
- Stanisław Grodziski: Sejm Krajowy Galicyjski 1861-1914. Warszawa: Wydawnictwo Sejmowe, 1993. ISBN 83-7059-052-7.